# ロンコンコマ駅
ロンコンコマ駅（英: Ronkonkoma）とはニューヨーク州ロンコンコマにあるロングアイランド鉄道の本線にある主要な鉄道駅および交通の中心である。この駅はロンコンコマ支線の東側の終点であり、グリーンポート支線の西側の終点である。
この駅はホーキンス・アベニューの交差点の向かいにあるレイクランド・ストリートまたはレイルロード・アベニュー・ノースにあり、駐車設備およびその他の快適設備 (other amenities) を中心部 (central location) の向こうへわたって有する。無料駐車場が北側およびに南側の線路に隣接する敷地で利用可能である。駅の北にある1つの立体駐車場 (Parking garage) は1996年に旧貨物支線 (spur) の上に建設された。この駅は合計で約6,1000の駐車スペースを有する。2011年5月の時点で、ニューヨークへ接続する63本の列車が平日この駅に停車し、またさらに9本が東の駅へ接続する。

## 歴史
ロンコンコマ駅は当初1843年にニューヨーク州レイクランドとニューヨーク州ロンコンコマの両方に便宜をはかることを意図して建設されたレイクランド駅（英: Lakeland station）の代替として、ロンコンコマ湖駅（英: Lake Ronkonkoma station）として1883年に建設された。この駅の駅舎は1934年に火災にあい、切妻屋根をもつ仮の長方形の平屋 (temporary rectangular one-story building) を1937年9月に2代目のロンコンコマ駅が完成するまで使用した。

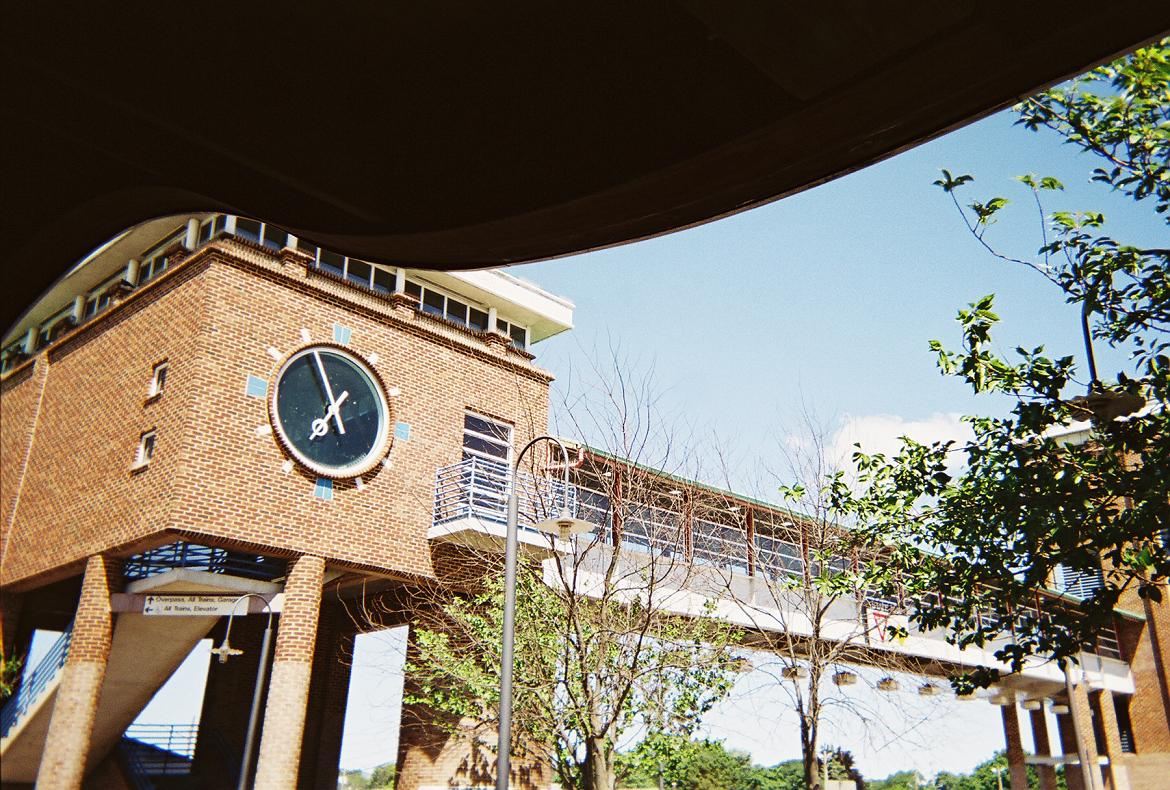
レイクランド・ストリート（別名:レイルロード・アベニュー・ノース）にある立体駐車場 (Parking Garage) へ通じる時計台つき歩道橋

1987年12月28日以降それは本線の電化区間の東端となっているが、ロンコンコマの東にある駅は将来の電化のために変更されている。1937年の駅は1994年に駐車場が西に拡張される一環として取り壊されるまで保管 (storage) のために使用された。現在の駅は建築家のリチャード・ヘンリー・ベーア (Richard Henry Behr) によって設計された。ロンコンコマ操車場 (Ronkonkoma Yard) もまたこの駅の東側、1962年に取り壊された旧ホルブルック駅のすぐそばにあり、ホルツヴィル駅を利用していた通勤通学客を1998年3月16日以降受け入れている。

## 駅構造
| 1 | ■ロンコンコマ支線   | ニューヨーク方面 （セントラル・アイスリップ） |  |
| 1 | ■グリーンポート支線 | グリーンポート方面 （メドフォード）           |  |
| 2 | ■ロンコンコマ支線   | ニューヨーク方面 （セントラル・アイスリップ） |  |
| 2 | ■グリーンポート支線 | グリーンポート方面 （メドフォード）           |  |

この駅は高床のプラットホームを3面有し、どれも有効長は12両である。北側のプラットホーム（プラットホームA）は1番線と隣接する単式ホームである。中央のプラットホーム（プラットホームB）は、ロンコンコマ支線の列車がグリーンポート行きの列車（別名:「グリーンポート・スクート」 ("The Greenport Scoot")）と対面する時対面乗り換えが容易となるようにつくられた、両側の線路と隣接する島式ホームである。南側のプラットホーム（プラットホームC）は2番線と隣接する単式ホームである。本線はここでは2線である。